# Minsk-Platz
Koordinaten: 50° 30′ 44″ N, 30° 29′ 54″ O
Der Minsk-Platz (ukrainisch Мінська площа/Minska ploschtscha) ist ein Platz in der ukrainischen Hauptstadt Kiew.
Der Platz ist der Mittelpunkt und ein wichtiger Verkehrsknotenpunkt im Rajon Obolon im Nordwesten von Kiew.

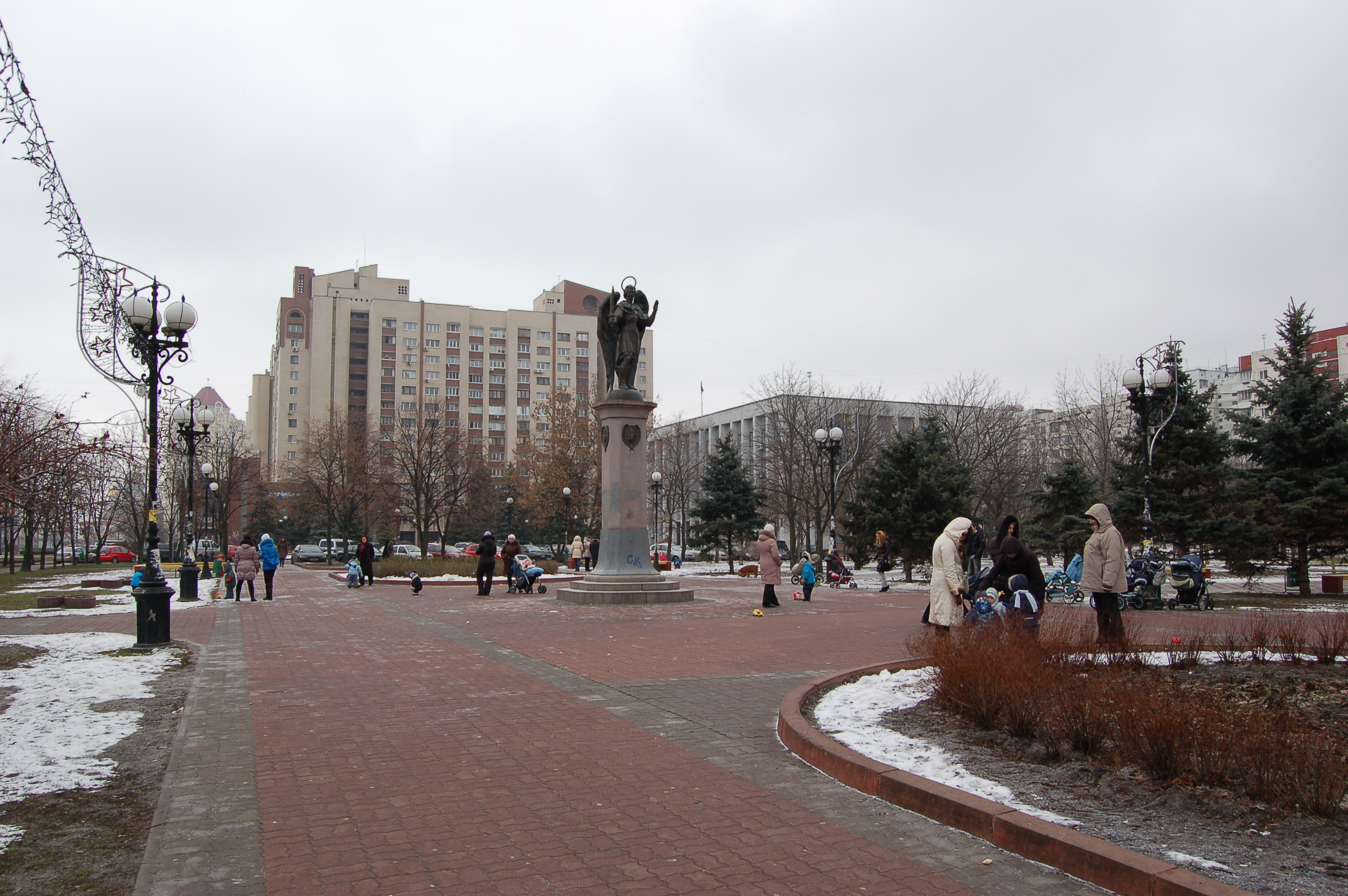
Platz mit Erzengel-Michael-Denkmal

Der in den 1970er Jahren angelegte Platz trägt seit dem Jahr 1982 den Namen der  belarussischen Hauptstadt Minsk, nach der zu dieser Zeit auch der gesamte Rajon benannt war.

## Bebauung
Am Platz befindet sich der  Minsk-Markt, die Bezirksverwaltung von Obolon, der U-Bahnhof Minska (Мінська), welcher von der Linie 2 der Metro Kiew angefahren wird sowie ein Denkmal des Erzengel Michael, dem Schutzpatron Kiews. Auf dem Platz kreuzen sich der Obolon-Prospekt (Оболонський проспект) und die  Marschal Tymoschenka-Straße (Вулиця Маршала Тимошенка).

## Weblinks

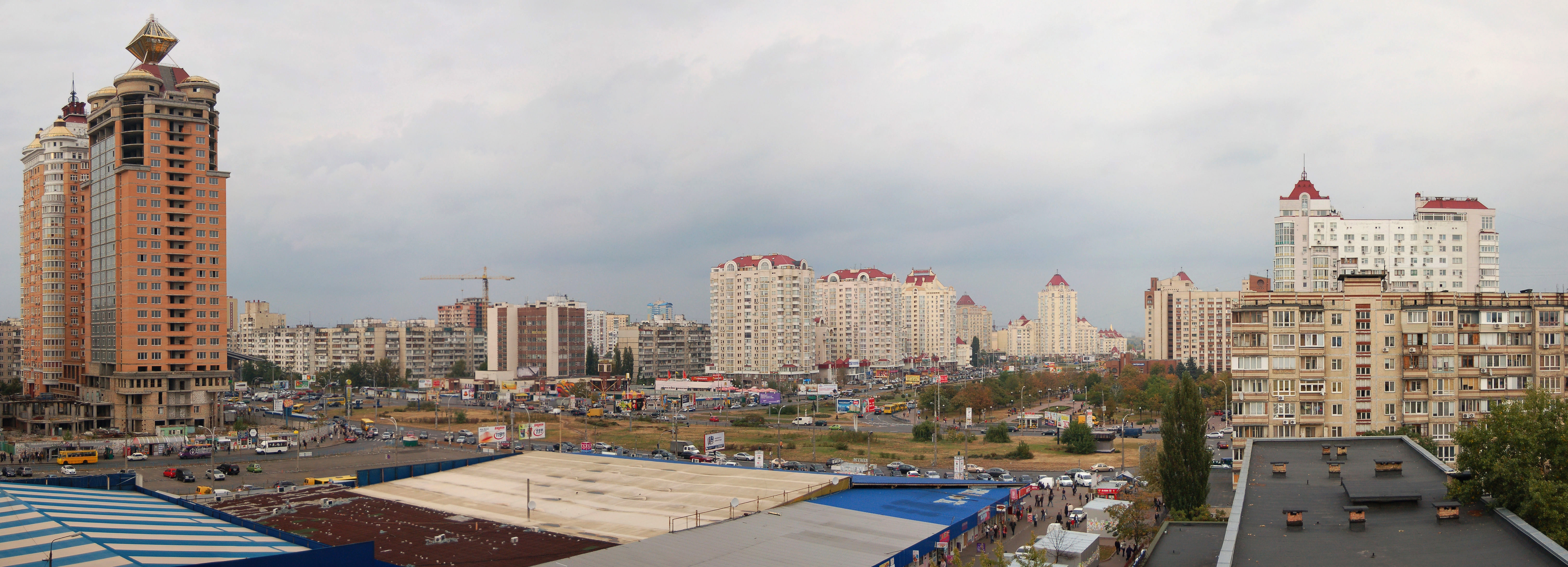
Platzpanorama